# Некрасов, Пётр Михайлович
Петр Михайлович Некрасов (1898 — 1941) — советский железнодорожник, начальник Белорусской и Юго-Западной железных дорог.

## Биография
Трудовую деятельность начал учётчиком вагонов на железнодорожной станции Орел.
Участник Первой мировой и Гражданской войн. Член ВКП(б).
В 1922—1938 гг. — отметчик вагонов, конторщик-распределитель движения, запасной агент станции Орел, младший, старший помощник начальника станции, заместитель начальника по технической части, заместитель начальника, и. о. начальника ст. Орел Московско-Курской железной дороги, начальник службы движения дороги им. Ф. Э. Дзержинского.
В мае 1938 — октябре 1940 года — начальник Белорусской железной дороги в городе Гомеле.
Делегат XVIII съезда ВКП(б).
В октябре 1940—1941 года — начальник Юго-Западной железной дороги в городе Киеве.
Погиб в начале Великой Отечественной войны.

## Награды
- орден Трудового Красного Знамени (23.11.1939)